# Lokomotiva 753
Lokomotivy řady 753 (přezdívané brejlovec, někdy i trojka, trojkový brejlovec) jsou čtyřnápravové dieselelektrické lokomotivy, které pod označením T 478.3 dodala pražská lokomotivka ČKD Československým státním drahám (ČSD) v letech 1968 až 1977 v celkovém počtu 408 kusů a staly se tak jednou z nejpočetnějších řad lokomotiv vůbec. Lokomotivy v počátcích provozu nahradily parní lokomotivy a později také starší typy lokomotiv motorových. Byly určeny pro osobní i nákladní dopravu a k vytápění vlakových souprav sloužil parní generátor typu PG 500, vyráběný v Juranových závodech v Brně. Později, když se osobní soupravy vytápěly elektricky a nově dodávané osobní vozy již nebyly vybaveny parním vytápěním, byly stroje využívány především v nákladní dopravě. Po roce 1990 byly lokomotivy odstavovány z provozu pro nadbytečnost, či vážné závady. V současnosti (2023) je v provozu u státních drah pouze jedna lokomotiva, a to 753.301 u dopravce ČD Cargo. Ostatní lokomotivy byly již zrušeny, nebo přistaveny k modernizacím (řady 752.6, 753.7, 755). Několik strojů však zůstalo zachováno pro muzejní účely nebo je provozují soukromé dopravní společnosti. Více než 150 lokomotiv také bylo upraveno na řadu 750 dosazením elektrického topného alternátoru. Několik desítek takto upravených strojů je v provozu v nákladní dopravě u ČD Cargo a dalších provozovatelů dosud.

## Vznik a výroba

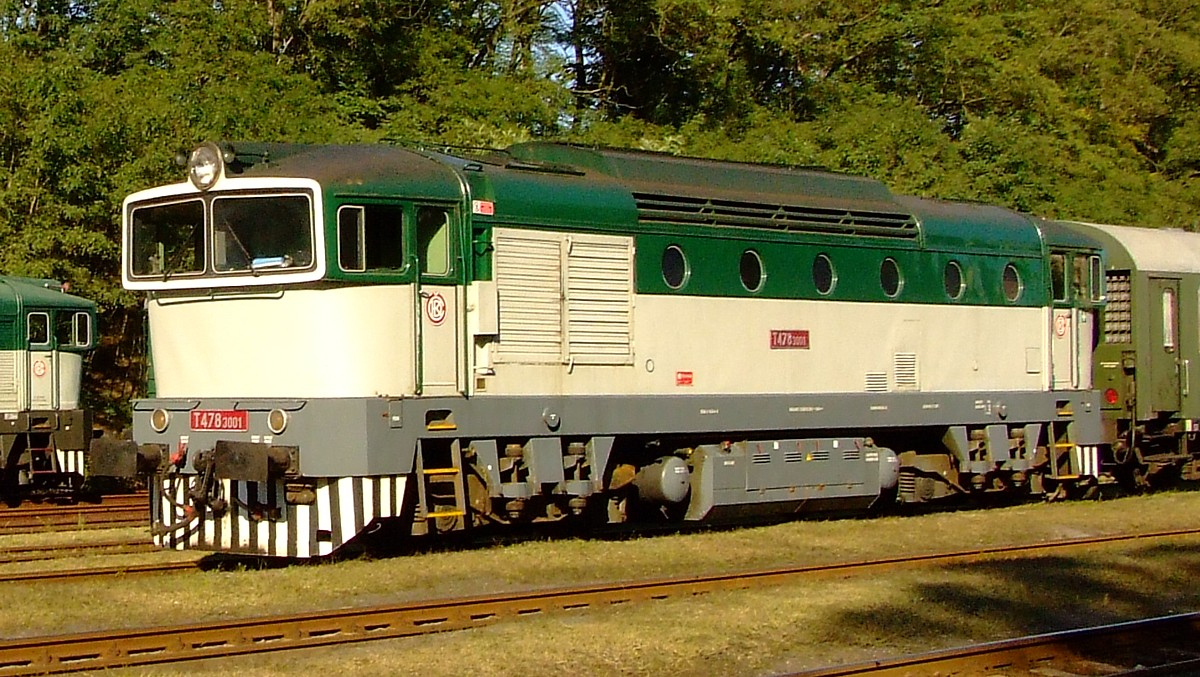
Muzejní podoba prvního prototypu – lokomotivy T 478.3001

Program motorizace vedlejších tratí z roku 1965 obsahoval i traťovou motorovou lokomotivu s maximální rychlostí 100 km/h, schopnou nahradit parní lokomotivy. Po prvních zkušenostech s lokomotivami řady T 478.1 (751), které sice při zkouškách obstály, ale na výkonné parní lokomotivy řad 387.0, 475.1 a 477.0 na většině tratí nestačily, přišel od ČSD požadavek na vývoj nového typu lokomotivy o vyšším výkonu. Řada T 478.1 měla na rovinatých tratích, kde se jezdilo rychlostí nad 80 km/h, potíže s dodržením jízdních dob. Systém elektrického přenosu výkonu ve spojení s daným spalovacím motorem byl totiž koncipován pro rychlost 80 km/h, při vyšších rychlostech již nemohl přenášet plný výkon spalovacího motoru. Jedná se o technicky náročnou záležitost, kdy je nutné sladit parametry naftového motoru ve spojení s generátorem a sestavou elektrických strojů. Současně je nutné dodržet daná omezení – otáčky, proudové, teplotní, napěťové a izolační poměry trvale udržet tak, aby celé soustrojí pracovalo efektivně, pokud možno s nejmenšími ztrátami a bez poruch. Parní lokomotivy výše zmíněných řad byly v těchto rychlostech ve svém výkonnostním optimu a navíc – závažné technické problémy nehrozily ani při jejich občasném přetížení.
Projekt lokomotivy řady T 478.3 (753) vznikl v ČKD v roce 1967. Po zpracování technické dokumentace začala na počátku roku 1968 výroba prvního prototypu označeného T 478.3001. Dokončen byl na začátku léta a poté zahájil zkoušky na železničním zkušebním okruhu v Cerhenicích. 28. listopadu téhož roku jej převzaly dráhy do lokomotivního depa Hradec Králové. Po záběhových zkouškách byl do provozu poprvé nasazen 11. prosince. Druhý stroj byl výrobně dokončen 6. května 1969 a o tři dny později se uskutečnilo předání do stejného depa. Oba prototypy zde byly v rámci ověřovacího provozu nasazeny na rychlíky na trati do Letohradu a Hanušovic. Osvědčily se a svým výkonem dokázaly nahradit řadu 475.1. O dva roky později byla vyrobena mírně upravená desetikusová ověřovací série, která byla s výjimkou čísla 004 dodána do depa Děčín. Zde lokomotivy prošly zkouškami především na pražské trati ve dvojicích v čele těžkých mezinárodních rychlíků, kde zvládly zastoupit trojčité rychlíkové lokomotivy řady 498.0.
Na základě pozitivních výsledků zkoušek započala v listopadu 1971 sériová výroba první série; objednávka zněla na 60 kusů lokomotiv. Do roku 1977 bylo v celkem šesti sériích s některými konstrukčními úpravami (dosazení liniového vlakového zabezpečovače LVZ, úprava hlavního rámu pro dosazení automatického spřáhla, náhrada hydrostatického pohonu kompresoru mechanickým) dodáno 408 strojů. Řada T 478.3 se tak v sedmdesátých letech 20. století největší měrou zasloužila o vytlačení parních lokomotiv z hlavních tratí v tehdejším Československu.

## Technický popis

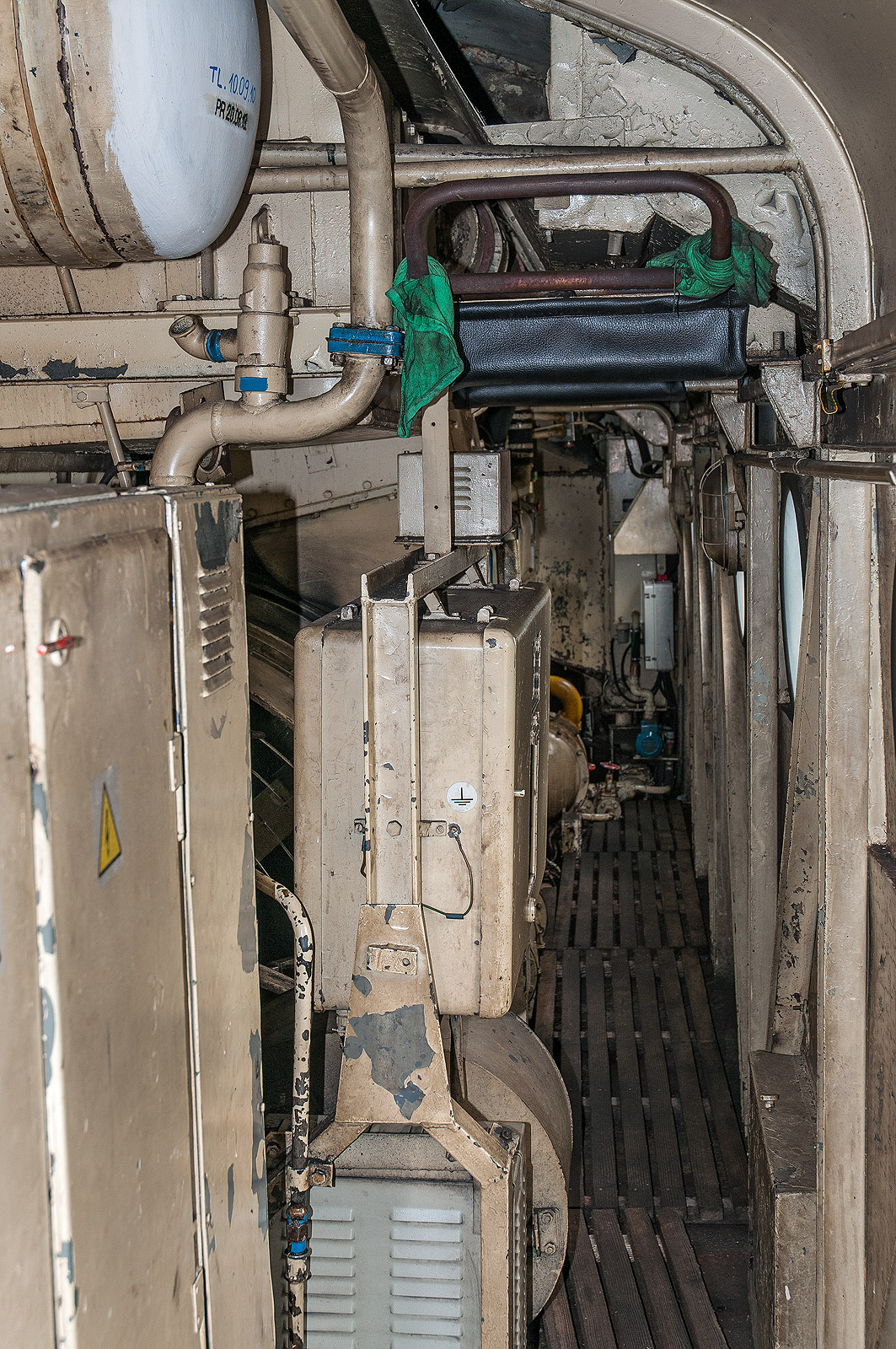
Strojovna, pohled do průchozí uličky od I. stanoviště – vlevo je skříň parního generátoru PG 500, v přímém pohledu skříň vlakového zabezpečovače LVZ; na konci uličky se pak nachází šachty ventilátorů umístěných ve střeše a na bocích jsou bloky chladicích článků

### Mechanická část
Lokomotiva řady 753 je čtyřnápravová lokomotiva skříňového uspořádání, se dvěma stanovišti strojvedoucího na koncích rámu. Plnohodnotné řídicí pulty s jízdním kontrolérem, brzdiči a všemi ovládacími prvky se nacházejí na obou stanovištích, vždy vpravo ve směru jízdy. Kabiny jsou vyrobeny ze skelného laminátu kvůli úspoře hmotnosti. Prostor mezi stanovišti vyplňuje strojovna, v níž jsou uloženy všechny agregáty a technická zařízení. Celý rám včetně vybavení je posazen na dvou dvounápravových podvozcích pomocí osmi závěsek. U některých lokomotiv byl způsob uložení později rekonstruován s použitím pryžokovových sloupků. Podélné síly mezi podvozky a rámem jsou přenášeny tažnými čepy s vůlemi v příčném směru. V podvozcích jsou uložena vždy dvě dvojkolí s kyvnými rameny. V rámu se nachází také písečníky se zásobou až na 350 kg písku.

### Pohonná část
Jde o dieselelektrickou lokomotivu; srdcem pohonného soustrojí je motorgenerátor, kde spalovací motor je typu K 12 V 230 DR výrobce ČKD Praha. Je to čtyřdobý vznětový stojatý dvanáctiválec s uspořádáním válců do V, vrtáním 230 mm, zdvihem pístů 260 mm a přeplňováním pomocí dvojice turbodmychadel. Ten je přírubově spojen s trakčním dynamem typu TD 802 E, poháněným přes pružnou spojku Holset. Trakční dynamo je buzeno dynamobudičem D 207. Regulace budícího proudu ve statoru budiče je hlavním prvkem řízení výkonu elektrické části pohonu. Trakční dynamo dodává elektrickou energii pro stejnosměrné sériové tlapově uložené trakční motory TE 005 E. Ty jsou celkem čtyři (pro každé dvojkolí jeden) a k trakčnímu dynamu jsou připojeny paralelně (každý elektromotor má svůj elektropneumaticky ovládaný stykač). Trakční dynamo má vlastní chlazení, chlazení trakčních motorů zajišťuje dvojice radiálních ventilátorů, pro každý podvozek jeden. Jejich pohon je mechanický, klínovými řemeny od motorgenerátoru. Převodový poměr ozubeného soukolí je 77:16. Výfukové plyny jsou vyvedeny na střechu do výfuku, jenž je opatřen tlumičem pro snížení hlučnosti stroje. Palivo je odebíráno z nádrže zavěšené na hlavním rámu mezi podvozky; objem palivové nádrže je 2 500 litrů.

### Parní generátor
Pro vytápění souprav jsou lokomotivy vybaveny parním generátorem typu PG 500 (jedná se o vodotrubnatý parní kotel). Je umístěn v přední části strojovny. Zásoba vody pro parní generátor je 3 000 litrů. Vodní a palivová nádrž tvoří jeden celek rozdělený přepážkou.

### Brzdová výstroj
Primární brzdou při jízdě vlakové soupravy je samočinná tlaková brzda („vlaková brzda“). Ta působí na dvojkolí všech v soupravě zařazených vozidel, která jsou spojena průběžným potrubím („hlavní brzdové potrubí“ , nebo jen „hlavní potrubí“) a mají zapnuté brzdy. Strojvedoucí obsluhuje brzdy na vlaku ze svého stanoviště prostřednictvím brzdiče DAKO BS2, umístěného na řídicím pultu. Lokomotiva má brzdový rozvaděč typu DAKO LTR 24’’ s tlakovým relé. Přímočinnou brzdu strojvedoucí ovládá obsluhou brzdiče DAKO BP. Tato brzda (tzv. „lokomotivní“ , nebo „přídavná“ brzda) působí pouze na dvojkolí lokomotivy. Používá se při posunu, k zajištění stojící lokomotivy, nebo vlaku a při jízdě samotné lokomotivy. U lokomotiv do první série včetně dodával vzduch do hlavního vzduchojemu lokomotivy tříválcový dvoustupňový kompresor 3 DSK 100, poháněný od spalovacího motoru hydrostaticky (soustava mechanicky poháněného hydročerpadla, spojovacího potrubí mezi čerpadlem a hydromotorem, který je opět mechanicky spojen s kompresorem). Výkon je přenášen tlakem kapaliny/oleje v uzavřeném okruhu. Toto řešení se v provozu neosvědčilo, trpělo opakovanými poruchami. Od druhé série byl zaměněn za robustní, výkonný, tříválcový dvoustupňový kompresor typu K 3 Lok 1, výrobce ČKD. Ten je poháněn od spalovacího motoru pouze mechanicky, přes pružnou spojku. Kompresor pak pracuje při chodu spalovacího motoru trvale a po dosažení max. tlaku ve vzduchojemech se stroj „odlehčí“ – netlakuje, výtlak jde do ovzduší).Vzduchojemy jsou zavěšeny na rám, do prostoru mezi podvozky, vedle nádrže. Jejich celkový objem činí 1 000 l. Kromě tlakovzdušné brzdy je lokomotiva vybavena ruční brzdou. Ta slouží k zajištění vozidla proti pohybu při odstavení.Elektrodynamická brzda dosazena nebyla.

## Provoz

### Počátky
Lokomotivy byly určeny především pro dopravu osobních vlaků a rychlíků na tratích bez el. trakčního vedení, proto byly vybaveny parním generátorem PG 500 pro vytápění soupravy osobních vozů parou. Stroje první výrobní série byly dodávány do více dep, kde bylo třeba nahradit výkonné parní lokomotivy, a tak většinou každé depo dostalo jen několik kusů. V prvních letech provozu byly často používány na výkonech, kde zvlášť trakčně nestačily, proto byly poruchy na denním pořádku. Příčiny těchto poruch byly velmi různorodé a samy vycházely z více faktů. Ve výrobě ČKD se jednalo o lokomotivu zcela nové koncepce, se starším typem T 478.1 obtížně srovnatelnou. Některé použité komponenty/agregáty nebyly nikdy před tím ověřeny dlouhodobým provozem v praxi, vyskytovaly se „dětské nemoci“, a to především u nového naftového motoru K 12 V 230 DR konstrukce ČKD, u kterého se výhledově plánovalo zvýšení výkonu až na 2400 koní (1800 kW, realizováno u řady T 499.0). Také u soustavy elektrického přenosu výkonu se vyskytovaly problémy, plynoucí často z dlouhodobého provozu na hranici technických možností. Mezi nejdůležitější fakta patří:
- Lokomotivka ČKD nikdy před tím nevyrobila takto výkonný stroj ve čtyřnápravovém provedení, stroje s výkony 1800–2000 koňských sil, např. řada T 678.0 s dieselem K 8 S 310 DR, byly šestinápravové, tedy se šesti trakčními elektromotory.

- Nelze objektivně srovnávat spolehlivost nově vyvinutého typu dieselového motoru s motory ČKD řady 310. Ten měl velmi robustní koncepci, která vycházela z konstrukce motorů užívaných pro pobřežní lodě. Prošly praktickým provozem po desítky let a byly proto velmi spolehlivé. Jde zejména o motory 6 S 310 DR 750 k (řada T 435.0), K 6 S 310 DR – 1350 k (řada T 669.0) a K 6 S 310 DR – 1500 k (řada T 478.1).

- Jádro problému u soustavy elektrického přenosu výkonu (přeskoky na trakčních motorech, trakčním dynamu) bylo hlavně v nevhodném nastavení elektrických parametrů pro reálné provozní podmínky. Jednalo se o podobnou problematiku, která je naznačena výše u řady T 478.1. Nové stroje T 478.3 měly elektrický přenos optimálně nastaven pro rychlost 90–95 km/h. Po častých problémech, které ukázal provoz, kdy na rychlících jezdily lokomotivy prakticky trvale maximální rychlostí, provedl výrobce úpravy, aby elektrický přenos výkonu svými parametry vyhověl pro rychlosti do 100–105 km/h. Provozní potíže tím prakticky vymizely.[7] Bylo zcela logické, že nové výkonné lokomotivy byly v provozu využívány často až na hranici technických možností. Šlo o nové stroje (a tedy značnou investici) a ČSD se proto snažily využívat je efektivně. Za tímto účelem se používaly jak na těžších nákladních vlacích, kde svou roli hrála malá rychlost, značné trakční proudy a vysoké tepelné zatížení elektrických strojů, tak v rychlé osobní dopravě. Zde se naopak projevovala trvale vysoká rychlost, která v kombinaci s vyšším napětím na trakčních motorech kladla zvýšené nároky na izolační stav celého soustrojí a funkci komutátoru stejnosměrných točivých strojů.[3]

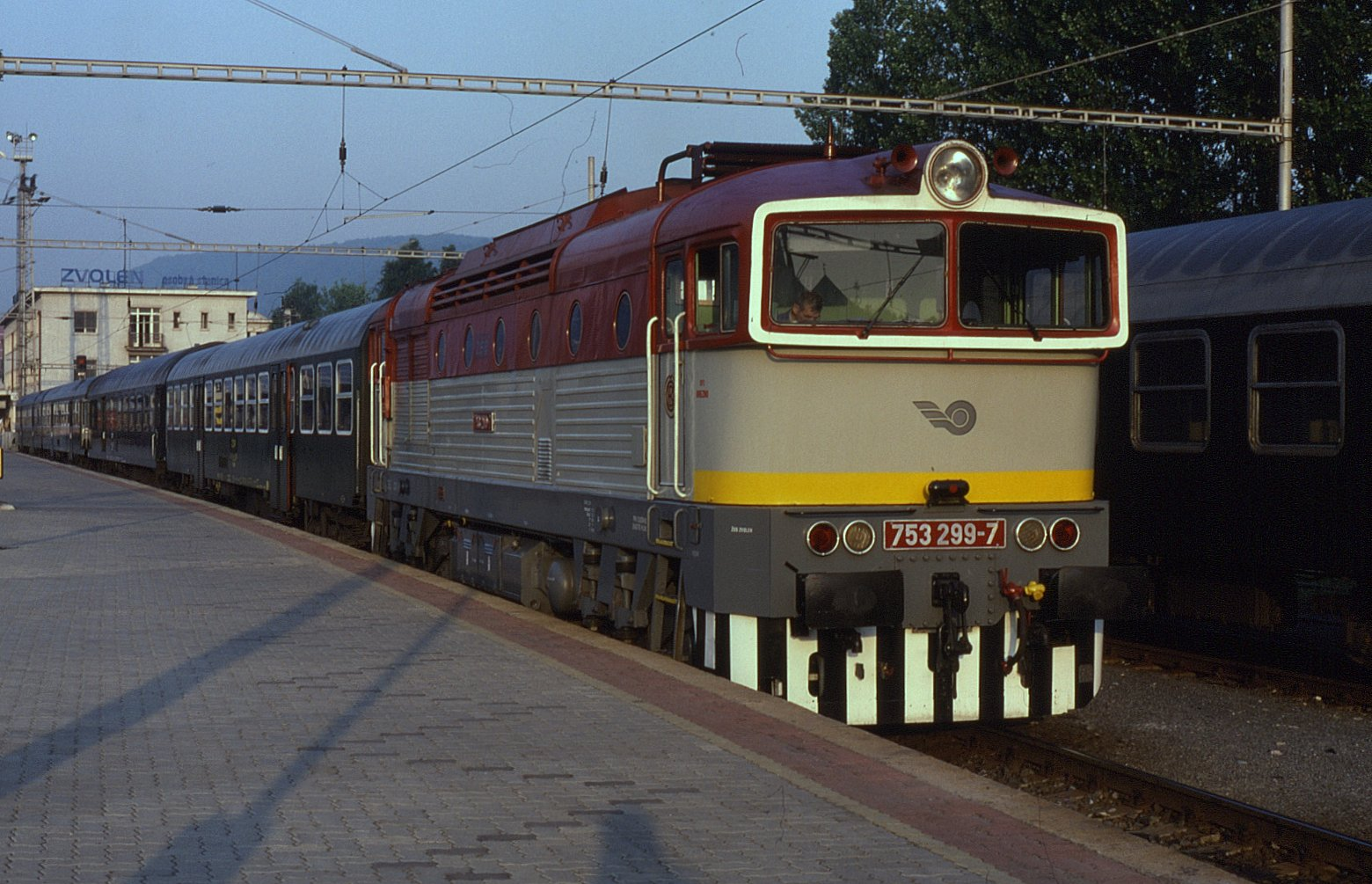
Lokomotiva 753.299 ŽSR

Začátky provozu proto byly pro lokomotivy náročné a mnohé služebny raději dávaly přednost starším a jednodušším strojům řady T 478.1. „Brejlovci“, jak se lokomotivám podle jejich vzhledu začalo brzy říkat, byli po poruchách mnohdy nahrazováni stále ještě provozuschopnými parními lokomotivami nebo bylo praktikováno to, že porouchané lokomotivy byly převezeny ke garanční opravě zpět do ČKD a místo nich obdrželo depo lokomotivy zcela nové. Většinu problémů však výrobce během několika let vyřešil, a přestože v té době běžela exportní výroba naplno, dokázal souběžně v rámci záruky poskytovat patřičný servis. Koncem sedmdesátých let se provoz stabilizoval a lokomotivy poté vykazovaly o mnoho vyšší spolehlivost. Ve stejné době také vznikla odvozená řada T 478.4 (nově 754) s alternátorem pro elektrické vytápění vlakových souprav. Tím se některé lokomotivy řady T 478.3 přesunuly na méně významné tratě, kde vytlačily poslední parní a starší dieselové lokomotivy. Postupně tak spolu s řadou 754 nahradily všechny rychlíkové parní lokomotivy až po nejvýkonnější řadu 498.1. I díky tomu se jedná o jedny z nejzdařilejších lokomotiv, které kdy opustily brány ČKD.[zdroj?]

### Osmdesátá a devadesátá léta
Časem tyto lokomotivy jezdily na většině důležitých neelektrizovaných tratí po celém Československu, například na tratích z Prahy do Děčína, Českých Budějovic a Plzně (do jejich elektrizace v 80. letech), dálkových rychlících Liberec – Brno, Zvolen – Košice i jinde. Vzhledem k postupné elektrizaci dalších hlavních tahů však tyto lokomotivy pomalu ztrácely svá hlavní působiště, proto byly přesouvány do jiných dep a na výkony, kde původně vůbec nejezdily. Část méně vytížených vlaků také začala být dopravována motorovými vozy a jednotkami, a tak byly nově tyto lokomotivy (zvlášť ty po těžkých nehodách) šrotovány. Mnoho lokomotiv se stalo oblíbenými objekty zájmu lokomotivních čet, které na strojích prováděly nejrůznější drobné úpravy včetně lakování do mnoha odstínů a barevných kombinací.

### Po roce 2000

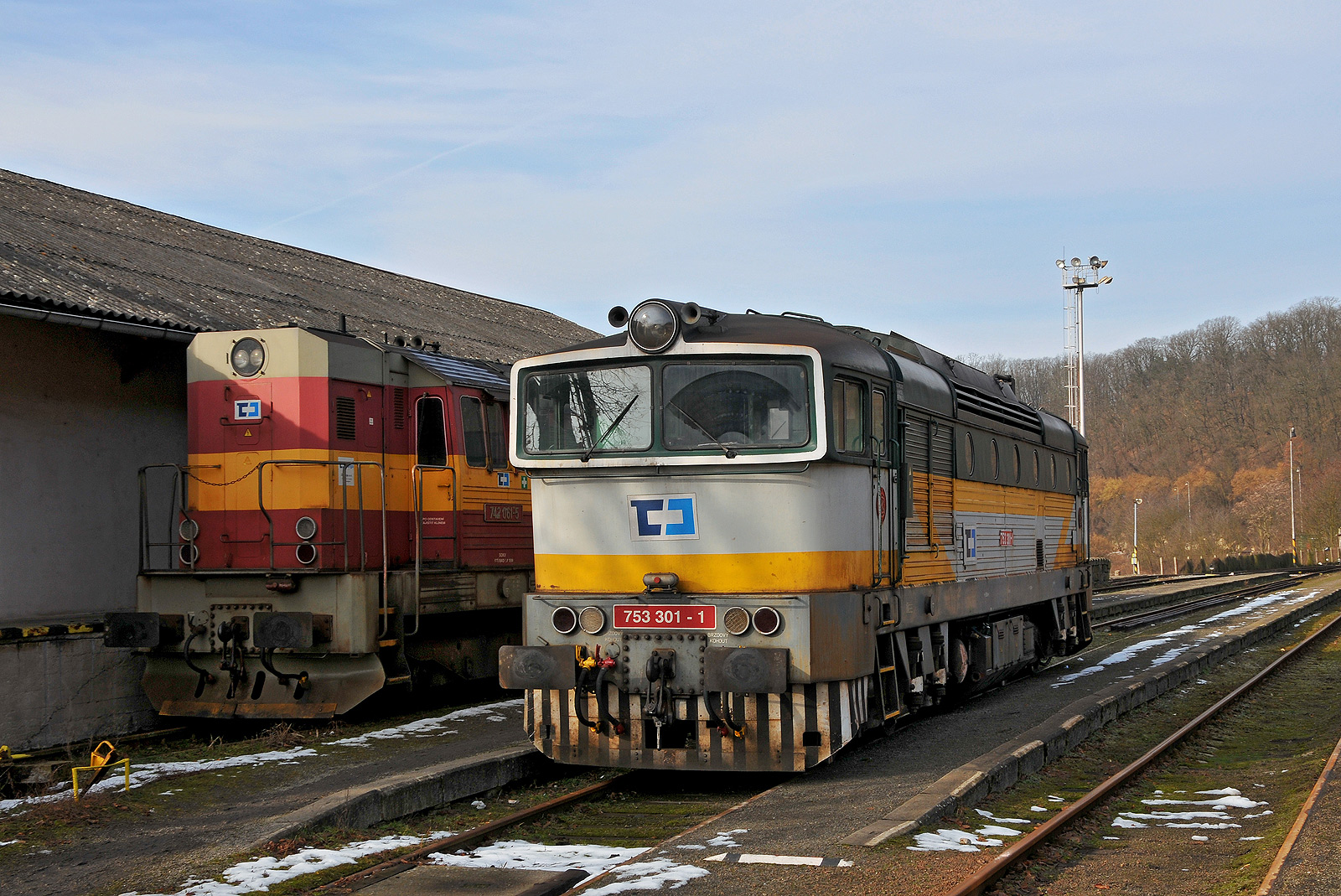
Poslední stroj v provozu ČD Cargo, 753.301

Po roce 2000 zůstala v provozu jen část lokomotiv, některé lokomotivy ale byly přistavovány k rekonstrukcím (viz Rekonstrukce). Po vzniku řady 750 se řada 753 používala v osobní dopravě jen výjimečně, její doménou zůstala pouze nákladní doprava. Na Slovensku byly všechny lokomotivy odstaveny do roku 2008, vzniku nákladní divize Železničná spoločnosť Cargo Slovakia se dočkaly pouze papírově; pouze několik málo z nich bylo později rekonstruováno na řadu 756. V roce 2007, po vyčlenění dceřiné společnosti ČD Cargo, připadla většina českých lokomotiv právě jí, České dráhy si ponechaly pouze lokomotivy pro muzejní zachování nebo ty, u kterých byla plánována modernizace. Poslední lokomotivy v původním provedení dosluhovaly v nákladní dopravě u ČD Cargo (SOKV Ústí nad Labem, provozní jednotka Nymburk) na tratích z Liberce do Zawidówa a Turnova, většinou ve dvojicích. Téměř všechny už ale v posledním období provozu neměly parní generátor, který byl nahrazen balastem. Po odstavení lokomotivy 753.187 začátkem léta 2011 zůstal v Nymburce provozní poslední stroj – 753.301, který byl většinou používán k dopravě nákladních vlaků do Mladé Boleslavi a Všetat. Dne 16. srpna 2013 u něj došlo při jízdě s vlakem u Krnska k požáru generátoru a lokomotiva byla jako neprovozní odtažena do Ústí nad Labem. Tím byla tedy celých 45 let trvající kapitola pravidelného provozu řady 753 ukončena.

### Opětovný provoz řady 753 uČD Cargo
Přestože byla po odstavení lokomotivy 753.301 v létě 2013 možnost návratu řady 753 do provozu státního nákladního dopravce téměř vyloučena, stalo se tak. Na podzim 2016 byla v ústeckém depu do provozního stavu po tříletém odstavení opravena právě lokomotiva 753.301 a zařazena do provozu. V současnosti (2023) je přidělena na pracoviště Děčín, kde slouží v dopravě vlaků do České Lípy, Brniště a případně i Šluknovského výběžku.[zdroj?]
8. srpna 2024 v ranních hodinách došlo ve stanici Benešov nad Ploučnicí k požáru lokomotivy 753.301. Byť byl požár poměrně rychle uhašen, bude to pravděpodobně znamenat definitivní konec této lokomotivy a tím i definitivní konec provozu nerekonstruovaných lokomotiv řady 753 u ČDC.[zdroj?]

### Provoz usoukromých dopravců
Dvě lokomotivy řady 753 se také dostaly mimo České dráhy – první z nich se stal stroj 753.197, prodaný Radku Šauerovi jakožto soukromé osobě v květnu 2001. Později tento stroj začlenil do svého lokomotivního parku v rámci společnosti Kladenská dopravní a strojní (KDS). V letech 2013–2014 lokomotiva prošla hlavní opravou a je dále provozována buď přímo společností KDS, nebo jako pronajatá u jiných dopravců.
Druhou lokomotivu 753.306 získal Šauer v září 2002 a používal společně s 197. Obě lokomotivy byly pronajaty společnosti OKD, Doprava a stroj čísla 306 tento subjekt také roku 2003 odkoupil. Po roce 2010 byla lokomotiva odstavena a uchována na vlečce papíren Mondi Štětí čeká na svůj další osud.

## Rekonstrukce

### Řada 750

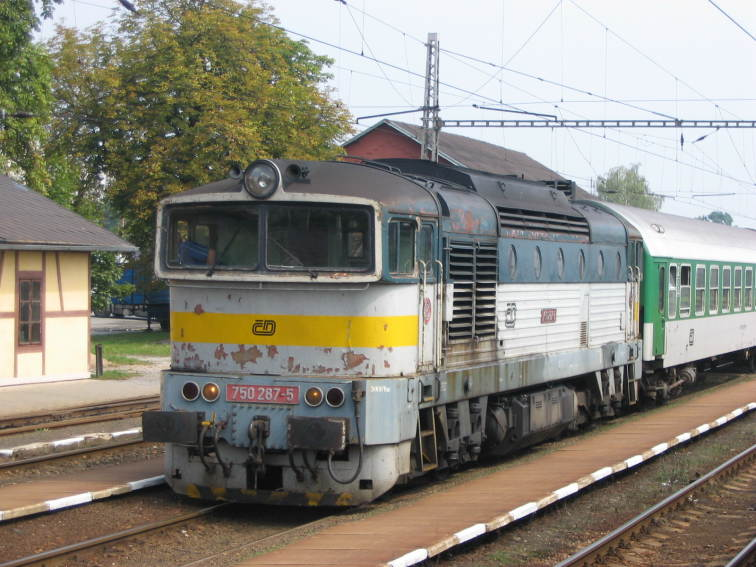
Lokomotiva 750.287

Nejstarší větší rekonstrukcí, kterou lokomotivy prošly, byla v letech 1991–1995přestavba na elektrické vytápění vlaku s cílem zajistit dostatek lokomotiv s elektrickým topením po odřeknutých dodávkách většího počtu lokomotiv řady 754. Takto bylo nakonec zrekonstruováno celkem 163 lokomotiv, které byly označeny novou řadou 750. Tato lokomotivní řada se stala v provozu spolehlivou a mezi obsluhujícím personálem oblíbenou. Téměř u všech provozovaných lokomotiv bylo později změněno původní závěskové uložení hlavního rámu na podvozcích za modernější pryžokovové sloupky.

### Řada 753.7 a 755
Díky odstavení většího počtu nepotřebných lokomotiv s parním topením byly v roce 2000 v tehdejší ČMKS (dnes CZ LOKO) zahájeny prototypové modernizace, spočívající v náhradě původního problematického motoru K 12 V 230 DR moderním motorem firmy Caterpillar (typ CAT 3512B) ve spojení s elektronickým řídicím systémem, EDB a dalšími úpravami. První lokomotivy byly rekonstruovány pro italskou firmu Sangritana, které byly po zkouškách dodány. Nakonec bylo do Itálie odprodáno celkem čtyřicet modernizovaných lokomotiv. Tímto způsobem bylo poté zrekonstruováno dalších několik desítek strojů pro soukromé dopravce v České republice, největšími zákazníky se staly firmy OKD Doprava (pozdější PKP Cargo International, téměř 30 modernizovaných lokomotiv) a Unipetrol Doprava. Stroje nesou označení 753.7. V roce 2005 si nechaly tehdy ještě unitární České dráhy podobně zmodernizovat dvě lokomotivy (nově označené 755.001 a 002), které byly zkoušeny v osobní i nákladní dopravě. Již samostatné ČD Cargo poté v letech 2008–2010 přistavilo k modernizaci celkem 30 lokomotiv, které nově obdržely označení 753.751–780 a byly provozovány na těžkých nákladních vlacích na Nymbursku, Liberecku a Ostravsku. Z jedné lokomotivy (753.192) vznikl také stroj řady 750.7 pro České dráhy – jde o lokomotivu 750.703, předanou do provozu na počátku roku 2011.

### Řada 752 a 752.6

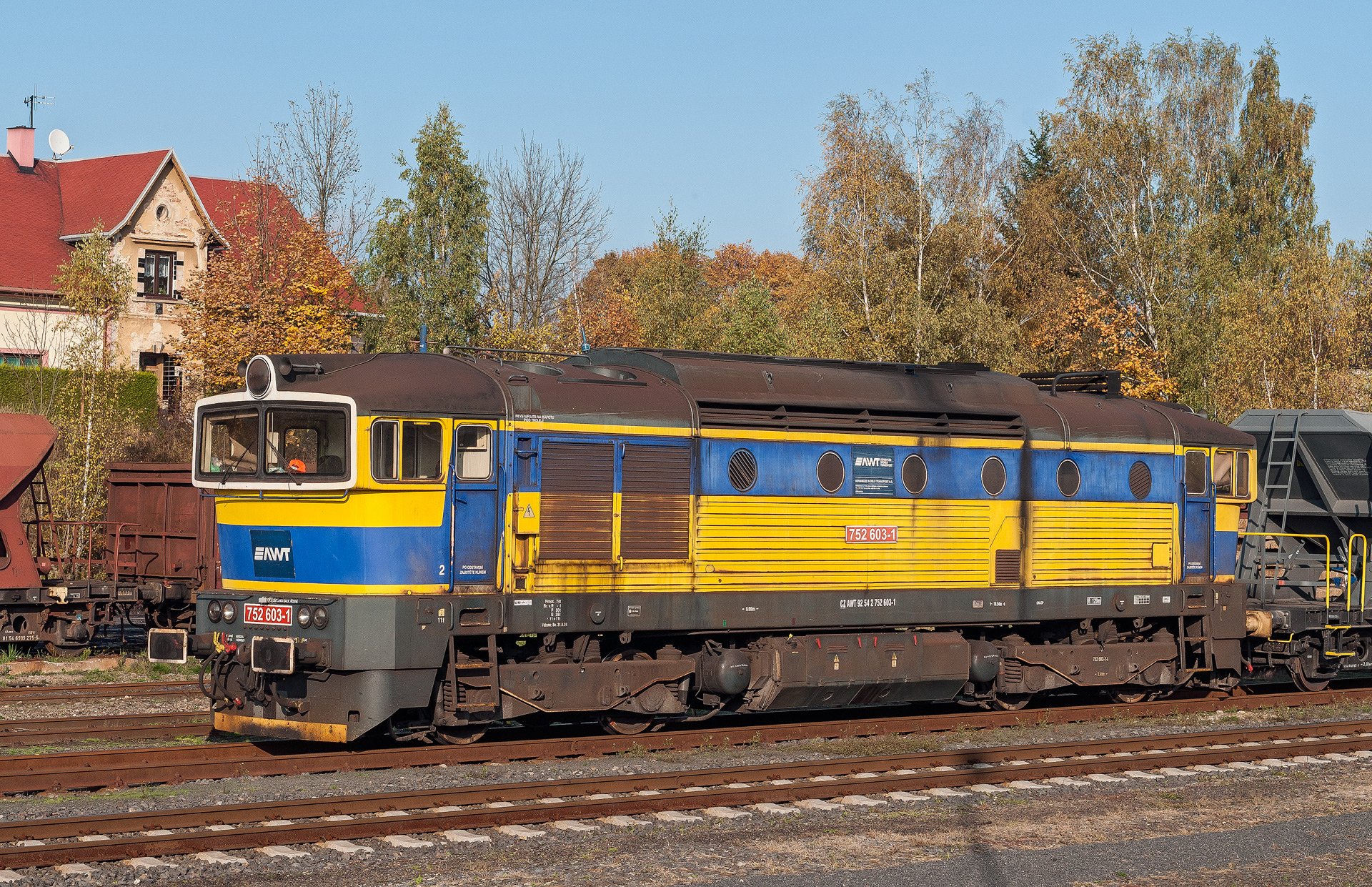
Lokomotiva 752.603

Několik pokusů nahradit původní dvanáctiválec K 12 V 230 DR starším, ale spolehlivějším nenáročným šestiválcem K 6 S 310 DR z masově rušených řad 770 a 771 skončilo vesměs nezdarem. Do pravidelného provozu se nakrátko dostal pouze prototyp 752.001, přezdívaný „Bertovec“. V listopadu 2007 u něj došlo za jízdy s nákladním vlakem k havárii motoru, byl odstaven a později posloužil jako jedna z lokomotiv pro modernizaci na řadu 753.7. Jediné upravené lokomotivy s motorem K 6 S 310 DR pak provozovalo AWT, jde o čtveřici strojů označenou 752.601–604, která byla nasazována na nejrůznější výkony spolu s řadou 753.7. Unikátní slovenská rekonstrukce stroje 753.055 na 755.001 „Tatranský orol“ s futuristicky tvarovanou karoserií a motorem Pielstick 12 PA 4 185 zůstala nedokončena, stroj se nikdy nedostal do pravidelného provozu a byl odstaven v ŽOS Vrútky.

## Historické lokomotivy
- 753.001 (České dráhy, depo Česká Lípa)
- 753.101 (České dráhy, depo Louny)
- 753.016 (Národní technické muzeum, depo Chomutov)
- 753.109 (Železničná spoločnosť Slovensko, depo Zvolen)
- 753.127 (Ing. Vladimír Kříž, depo Kladno)